# Ett UFO i New York
Ett UFO i New York (engelska: Meet Dave) är en amerikansk långfilm från 2008 i regi av Brian Robbins, med Eddie Murphy, Elizabeth Banks, Gabrielle Union och Scott Caan i rollerna.

## Rollista
| Eddie Murphy      | – Dave                     |
| Elizabeth Banks   | – Gina Morrison            |
| Gabrielle Union   | – No. 3 - Cultural Officer |
| Scott Caan        | – Dooley                   |
| Ed Helms          | – No. 2 - 2nd In Command   |
| Kevin Hart        | – No. 17                   |
| Mike O'Malley     | – Knox                     |
| Pat Kilbane       | – No. 4 - Security Officer |
| Judah Friedlander | – Engineer                 |
| Marc Blucas       | – Mark                     |
| Jim Turner        | – Doctor                   |
| Austyn Myers      | – Josh Morrison            |
| Adam Tomei        | – No. 35                   |
| Brian Huskey      | – Lieutenant Right Arm     |
| Shawn Christian   | – Lieutenant Left Arm      |